# 渡辺春美
渡辺 春美（わたなべ はるみ、男性、1951年 - ）は、国語教育学者、高知大学名誉教授。

## 人物・来歴
愛媛県生まれ。1969年愛媛県立宇和島東高等学校卒業。1973年広島大学教育学部高等学校教員養成課程体育科を卒業後、同国語科に編入し、1975年に卒業する。1994年鳴門教育大学大学院学校教育研究科教科・領域教育専攻（言語系コース）を修了した。1975年4月から香川県大手前高等（中）学校、大阪府立岬高等学校、大阪府立和泉高等学校に勤める。1999年沖縄国際大学文学部助教授、同総合文化学部教授。2007年高知大学総合教育センター教授、同教育研究部人文社会科学系教育学部門教授を務め、2012年4月高知大学教育学部附属小学校校長を兼任。2016年退職,名誉教授となる。2018年京都ノートルダム女子大学特任教授。2016年「「関係概念」に基づく高等学校古典教育の研究」で博士（教育学）（広島大学）。国語教育学専攻。

## 著書
- 『国語科授業活性化の探究―文学教材を中心に』溪水社, 1993.4
- 『国語科授業活性化の探究Ⅱ―古典(古文)教材を中心に―』溪水社 1998
- 『国語科授業活性化の探究Ⅲ―表現指導を中心に―』溪水社 2002
- 『戦後古典教育論の研究―時枝誠記・荒木繁・益田勝実三氏を中心に―』溪水社 2004
- 『戦後における中学校古典学習指導の考究』溪水社 2007
- 『国語教育の創造―授業の活性化を求めて―』南の風社 2016
- 『古典教育の創造―授業の活性化を求めて―』溪水社 2016
- 『「関係概念」に基づく古典教育の研究―古典教育活性化のための基礎論として―』溪水社 2018
- 『ことばをこころに―私の話しことば実践の四年間―』南の風社 2021
- 『戦後古典教育実践史の研究―古典（古文）教材の授業活性化の展開―』溪水社 2022

### 共編著
- 『国語科教職課程の展開―国語科教育実践力の探究―』編著 溪水社 2006
- 『豊かな言語活動が拓く国語単元学習の創造　Ⅶ高等学校編』東洋館出版社 2010
- 吉野樹紀『テクストをひらく 古典文学と国語教育』葛綿正一,田場裕規,山口真也共編 編集工房東洋企画 2011
- 『小学校国語 教室熱中！「伝統的な言語文化」の言語活動アイデアBOOK 』編著 明治図書出版 2012
- 『古典の授業―言語文化に親しむ』共編著 東洋館出版 2017
- 『古典 言語文化に親しむ (シリーズ国語授業づくり 中学校)』髙橋邦伯共編著. 東洋館出版社, 2018.8

### 翻訳
- ジョン・M.エリクソン,ジェームス・J.マーフィー,レイモンド・バッド・ゼウシュナー『ディベートガイド 基礎からのディベート』木下哲朗共訳 溪水社 2000

## 論文
- Cinii